# Theridion brachypus
Theridion brachypus là một loài nhện trong họ Theridiidae.
Loài này thuộc chi Theridion. Theridion brachypus được Tord Tamerlan Teodor Thorell miêu tả năm 1887.